# Colias

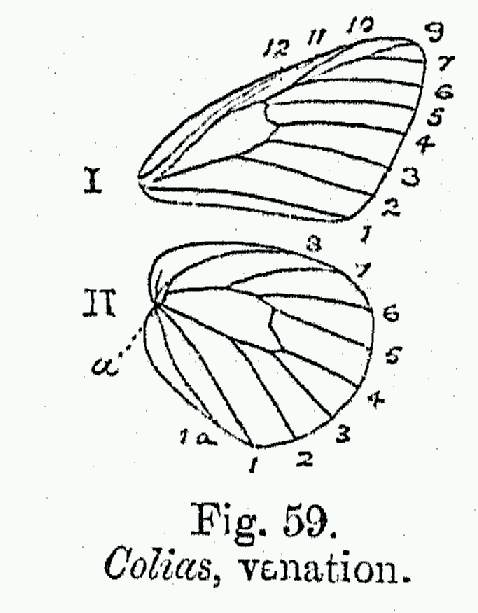
Wing venation

Colias là một chi bướm ngày trong họ Pieridae. Họ hàng đang còn sống gần nhất của chúng là chi Zerene, đôi khi được bao gồm trong Colias.
Chi này phân bố khắc Cổ Bắc giới, bao gồm cả vùng Bắc cực. Chúng cũng được tìm thấy ở châu Phi, Trung Quốc và Ấn Độ. Sâu bướm của chi ăn loài Fabaceae nhất định, ví dụ tằm đậu (Vicia). Trong khi hầu hết do đó mang lại lợi ích bằng kiểm soát cỏ dại, một số đôi khi trở thành sâu bệnh gây khó chịu trên các loại cây như cỏ linh lăng. Trong một số loài, đôi cánh của con đực có phản xạ cực tím rực rỡ, trong khi những con cái thì không.
Hầu hết nếu không phải tất cả các loài của chi này, như thường thấy ở Coliadinae, không trích xuất chất độc hoặc các hợp chất độc hại khác từ các cây thực phẩm của chúng. Họ do đó là một con mồi mục yêu thích của các loài ăn côn trùng như Pieris của Pierinae liên quan. Chúng thay thế bất lợi này bằng cách nhanh nhẹn hơn và trốn né tốt hơn để có thể để tránh các cuộc tấn công của con vật săn mồi.
Những nhà nghiên cứu bướm chú ý đã thực hiện nhiều nghiên cứu về chi này bao gồm J. Malcolm Fawcett, George B. Johnson và Henry Rowland-Brown.

## Các loài
Xếp theo bảng chữ cái.
- Colias adelaidae Verhulst, 1991
- Colias aegidii Verhulst, 1990
- Colias aias Fruhstorfer, 1903
- Colias alexandra W. H. Edwards, 1863
- Colias alfacariensis Ribbe, 1905
- Colias alpherakii Staudinger, 1882
- Colias alta Staudinger, 1886
- Colias aquilonaris Grum-Grshimailo, 1899
- Colias arida Alphéraky, 1889
- Colias audre (Hemming, 1933)
- Colias aurorina Herrich-Schäffer, 1850
- Colias baeckeri Kotzsch, 1930
- Colias balcanica Rebel, 1901
- Colias behrii W. H. Edwards, 1866
- Colias berylla Fawcett, 1904
- Colias boothi Curtis, 1835
- Colias canadensis Ferris, 1982
- Colias caucasica Staudinger, 1871
- Colias chippewa W. H. Edwards, 1872
- Colias chlorocoma Christoph, 1888
- Colias christina W. H. Edwards, 1863
- Colias christophi Grum-Grshimailo, 1885
- Colias chrysotheme (Esper, 1781)
- Colias cocandica Erschoff, 1874
- Colias croceus (Geoffroy, 1785)
- Colias dimera Doubleday, 1847
- Colias diva Grum-Grshimailo, 1891
- Colias dubia Fawcett, 1906
- Colias electo (Linnaeus, 1763)
- Colias elis Strecker, 1885 (thường bao gồm trong C. meadii; paraphyletic?)
- Colias eogene C. & R. Felder, 1865
- Colias erate (Esper, 1805)
- Colias erschoffi Alphéraky, 1881
- Colias eurytheme Boisduval, 1852
- Colias euxanthe C. & R. Felder, 1865
- Colias felderi Grum-Grshimailo, 1891
- Colias fieldii Ménétriés, 1855 (sometimes included in C. electo)

- Colias flaveola Blanchard, 1852

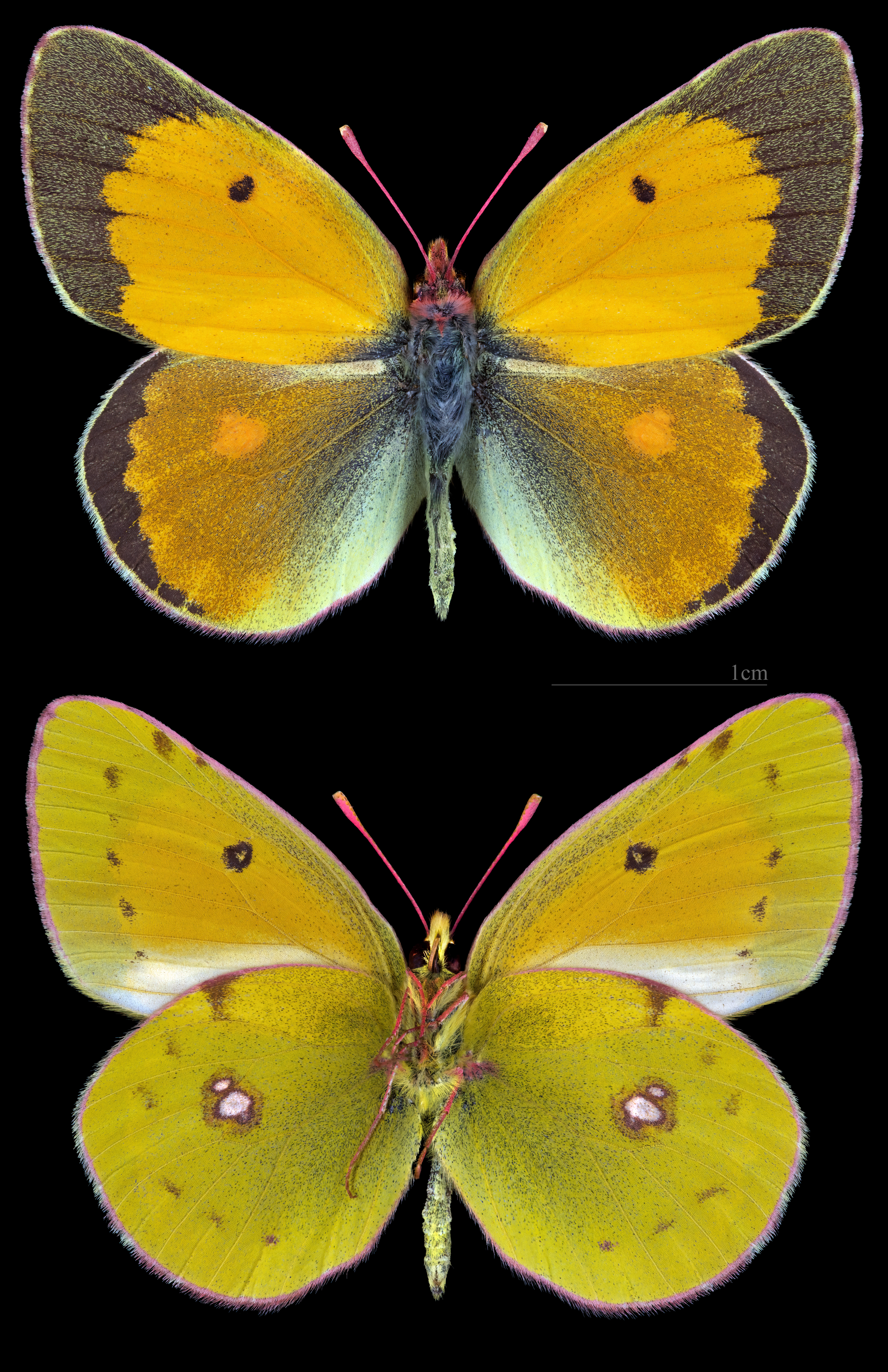
Danube Clouded Yellow (C. myrmidone).

- Colias gigantea Strecker, 1900 – Great (Northern) Sulphur
- Colias grumi Alpheraky
- Colias harfordii W. H. Edwards, 1877
- Colias hecla Lefèbvre, 1836 – Northern Clouded Yellow, Greenland Sulphur, hay Hecla Sulphur (paraphyletic?)
- Colias heos (Herbst, 1792)
- Colias hofmannorum Eckweiler, 2000
- Colias hyale (Linnaeus, 1758) – Pale Clouded Yellow
- Colias hyperborea Grum-Grshimailo, 1899
- Colias interior Scudder, 1862 – Pink-edged Sulphur
- Colias johanseni Troubridge & Philip, 1990 – Johansen's Sulphur
- Colias krauthii Klots, 1935
- Colias lada Grum-Grshimailo, 1891
- Colias ladakensis Felder & Felder, 1865 – Ladakh Clouded Yellow
- Colias leechi Grum-Grshimailio, 1893
- Colias lesbia (Fabricius, 1775)
- Colias libanotica Lederer, 1858 (sometimes included in C. aurorina)
- Colias marcopolo Grum-Grshimailo, 1888
- Colias marnoana Rogenhofer, 1884
- Colias meadii W. H. Edwards, 1871 – Mead's Sulphur
- Colias minisni Bean, 1895
- Colias montium Oberthür, 1886
- Colias mukana Berger, 1981
- Colias myrmidone (Esper, 1781) – Danube Clouded Yellow
- Colias nastes Boisduval, 1834 – Labrador Sulphur
- Colias nebulosa Oberthür, 1894
- Colias nilagiriensis Felder, C & R Felder, 1859
- Colias nina Fawcett, 1904 – Fawcett's Clouded Yellow
- Colias occidentalis Scudder, 1862 – Western Sulphur hay Golden Sulfur
- Colias palaeno (Linnaeus, 1761) – Moorland Clouded Yellow, Arctic Sulphur, hay Palaeno Sulphur
- Colias pelidne Boisduval & Le Conte, 1829 – Blueberry Sulphur hay Pelidne Sulphur
- Colias phicomone (Esper, 1780) – Mountain Clouded Yellow
- Colias philodice Godart, 1819 – Common Sulphur, Clouded Sulphur
- Colias poliographus Motschulsky, 1861
- Colias ponteni Wallengren, 1860
- Colias pseudochristina Ferris, 1989
- Colias regia Grum-Grshimailo, 1887
- Colias romanovi Grum-Grshimailo, 1885
- Colias sagartia Lederer, 1869
- Colias sareptensis Staudinger, 1871 – Berger's Clouded Yellow
- Colias scudderii Reakirt, 1865 – Willow Sulphur
- Colias shahfuladi Clench & Shoumatoff, 1956
- Colias sieversi Grum-Grshimailo, 1887
- Colias sifanica Grum-Grshimailo, 1891
- Colias staudingeri Alphéraky, 1881
- Colias stoliczkana Moore, 1882 – Orange Clouded Yellow
- Colias tamerlana Staudinger, 1897
- Colias thisoa Ménétriés, 1832
- Colias thrasibulus Fruhstorfer, 1908 – Lemon Clouded Yellow
- Colias thula Hovanitz, 1955 – Thula Sulphur
- Colias tibetana Riley, 1922
- Colias tyche (Böber, 1812) – Pale Arctic Clouded Yellow hay Booth's Sulphur
- Colias viluiensis (Ménétriés, 1859)
- Colias wanda Grum-Grshimaïlo, 1907
- Colias wiskotti Staudinger, 1882

## Gallery

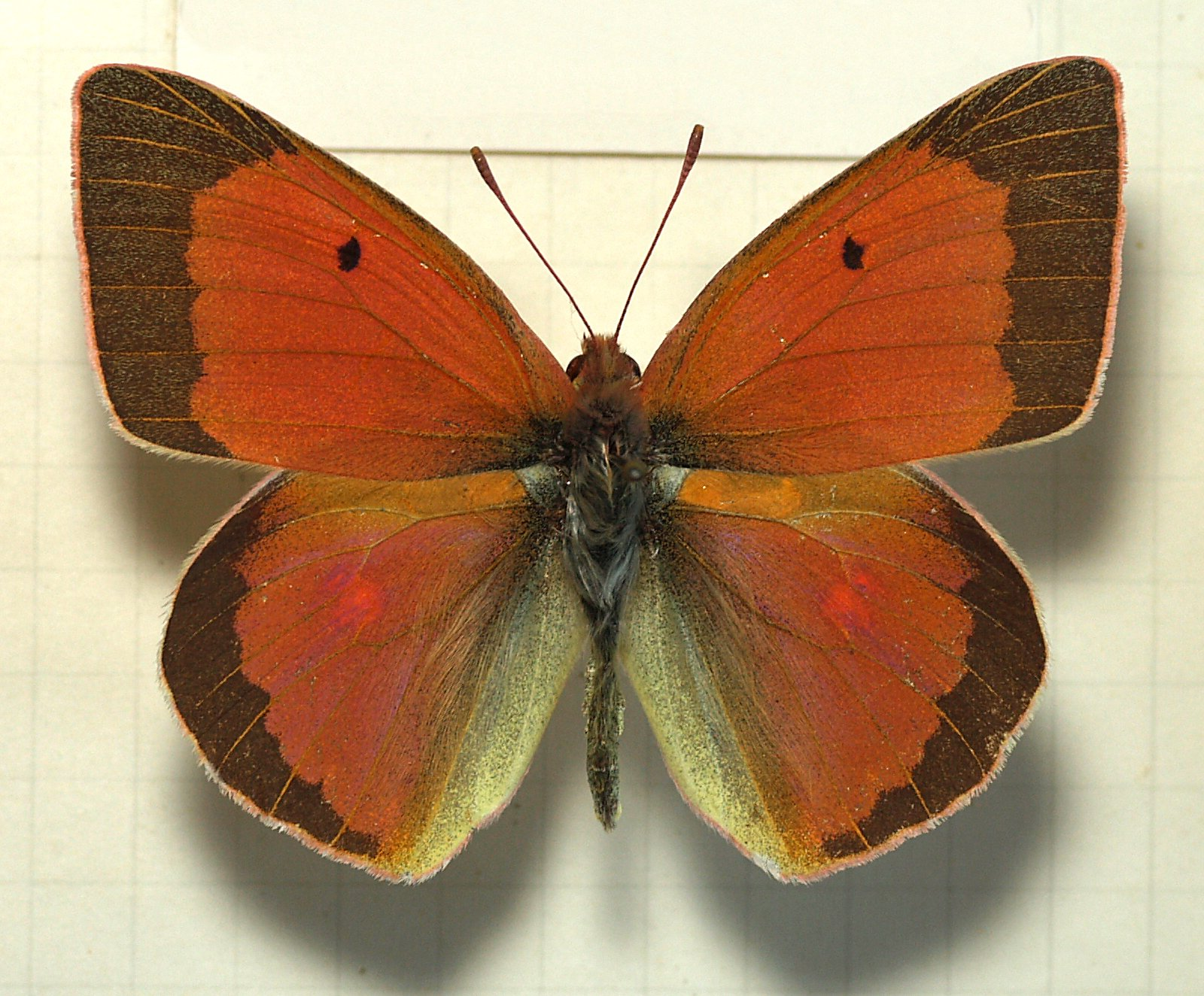
Colias aurorina heldreichi, ♂
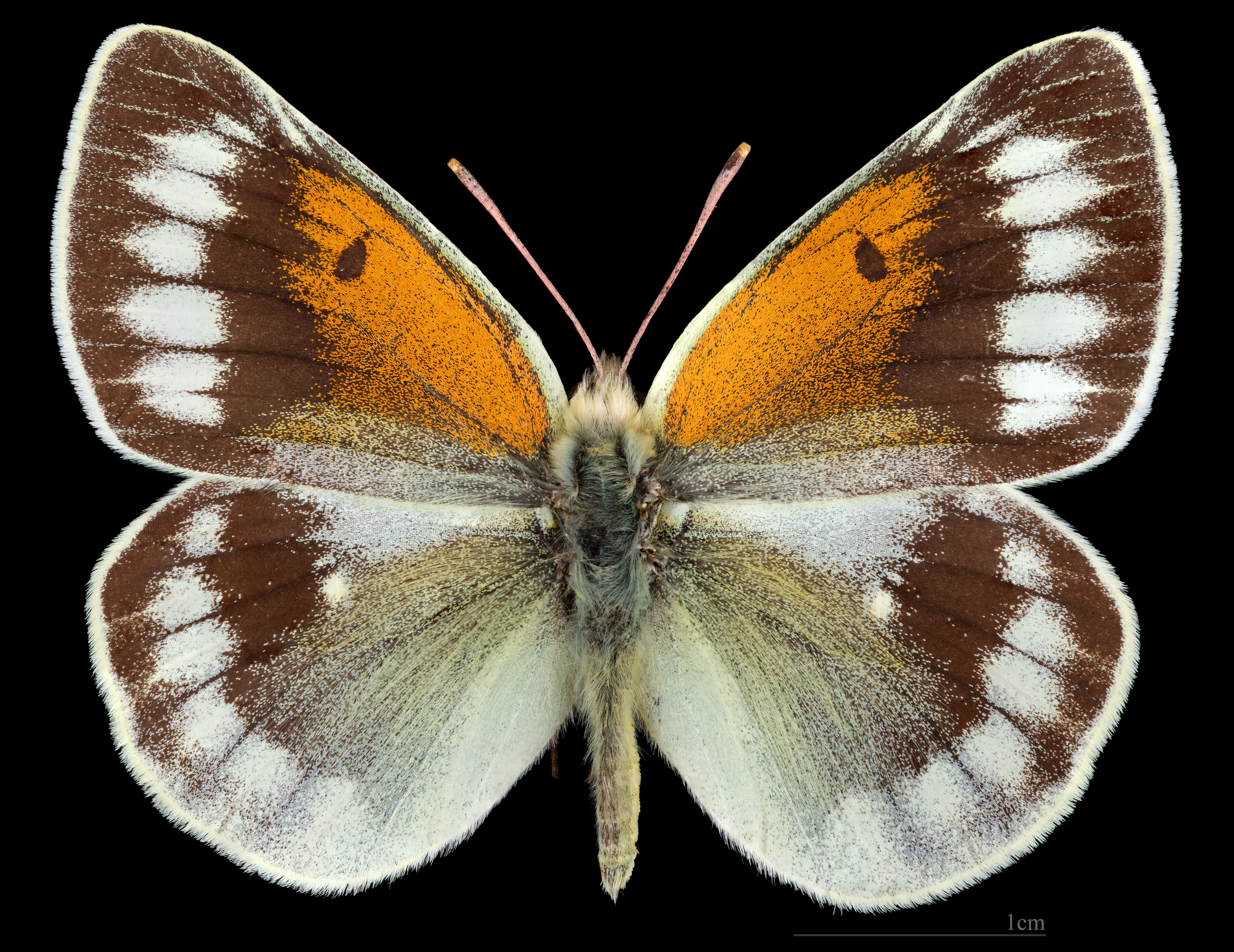
Colias christophi, ♂
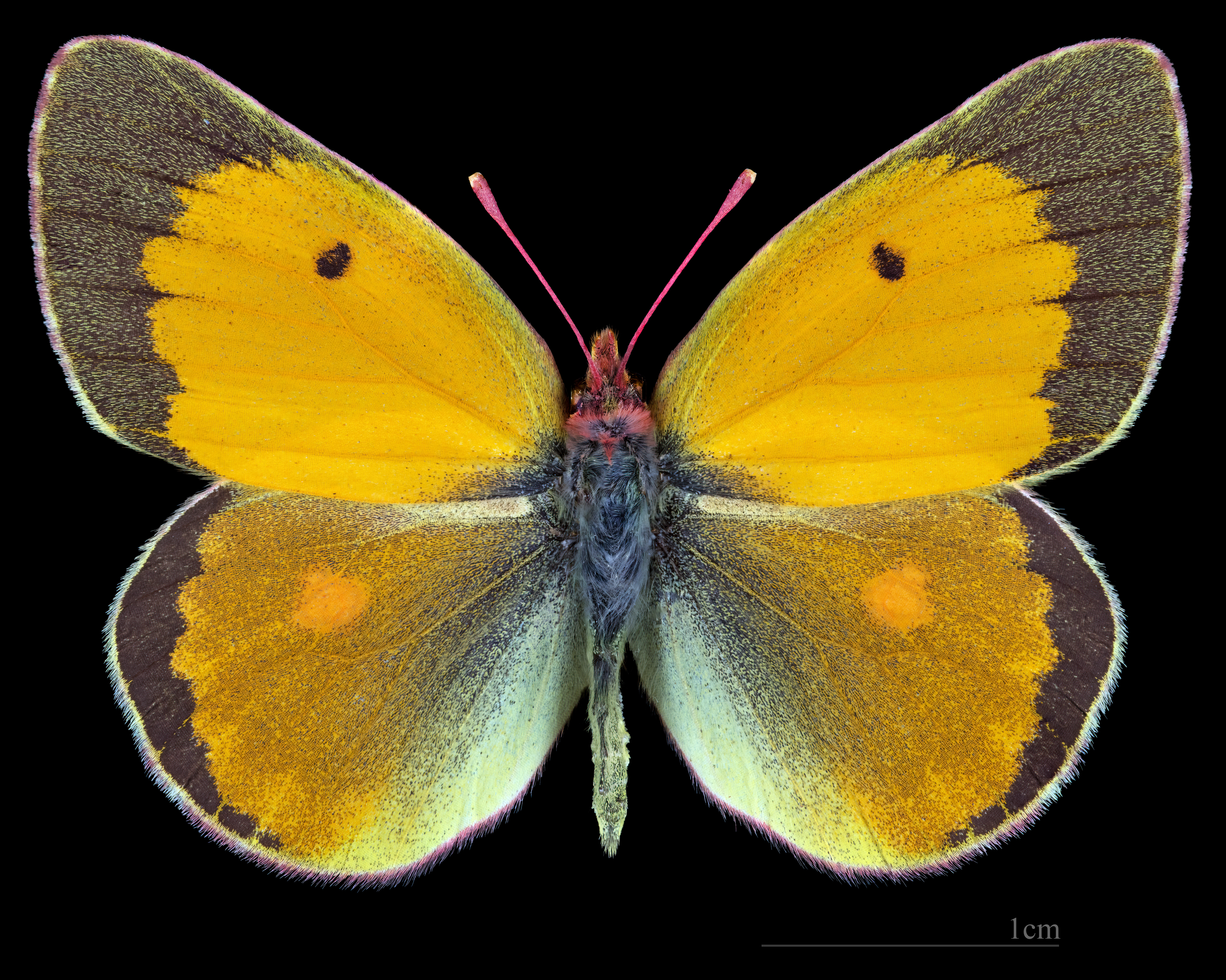
Colias myrmidone, ♂
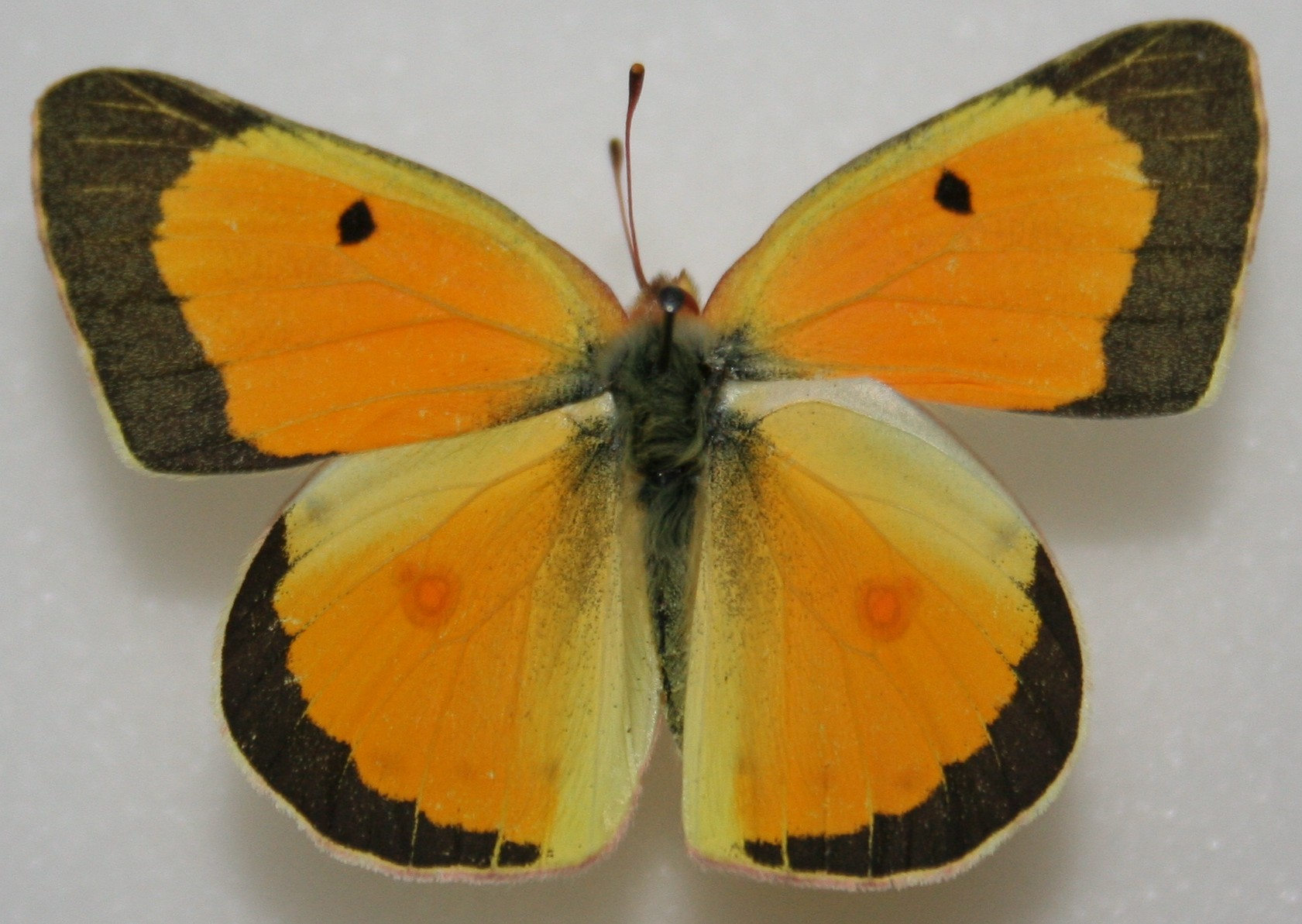
Colias eurytheme, ♂
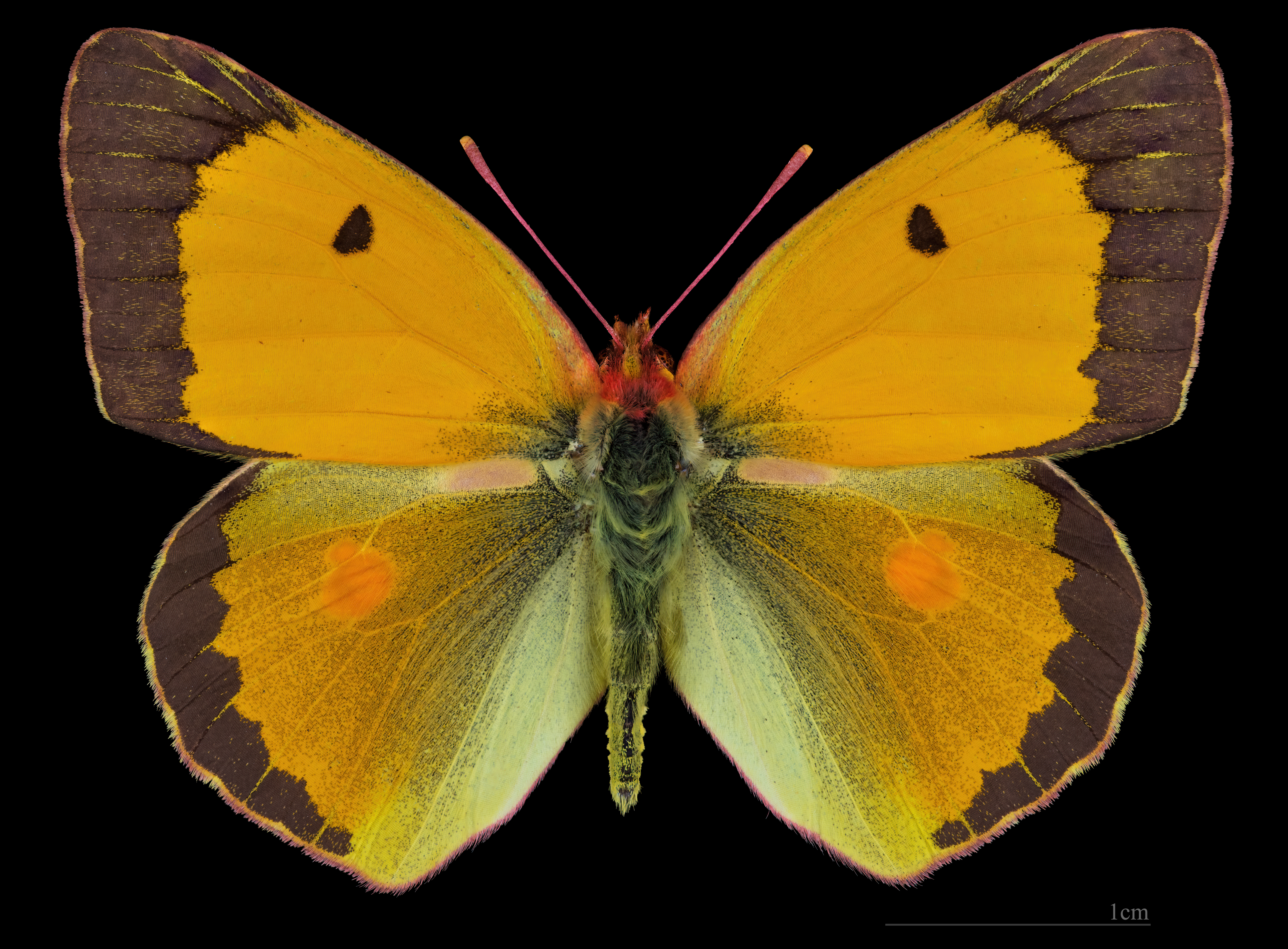
Colias croceus, ♂
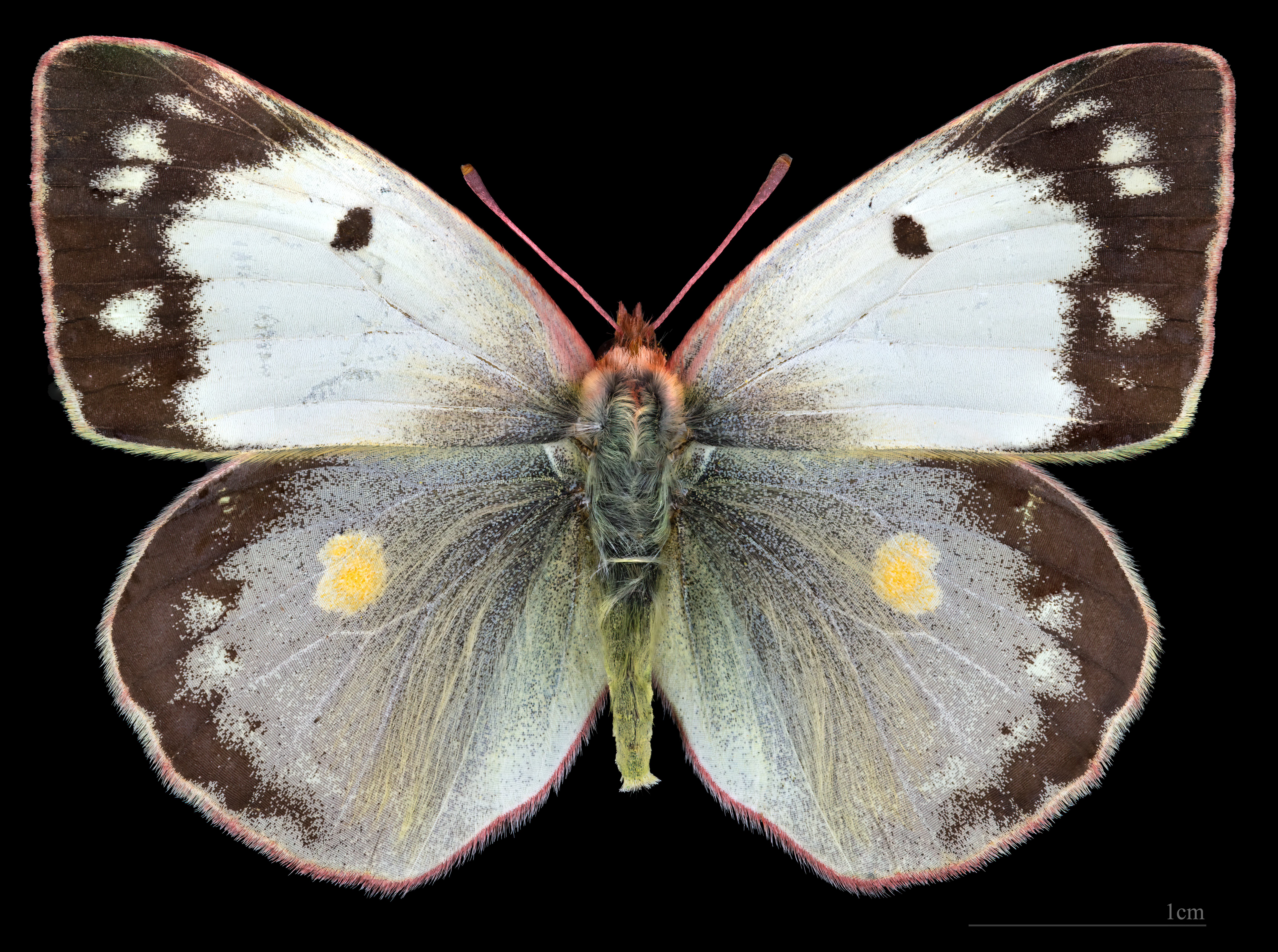
Colias croceus, ♂ f.helice
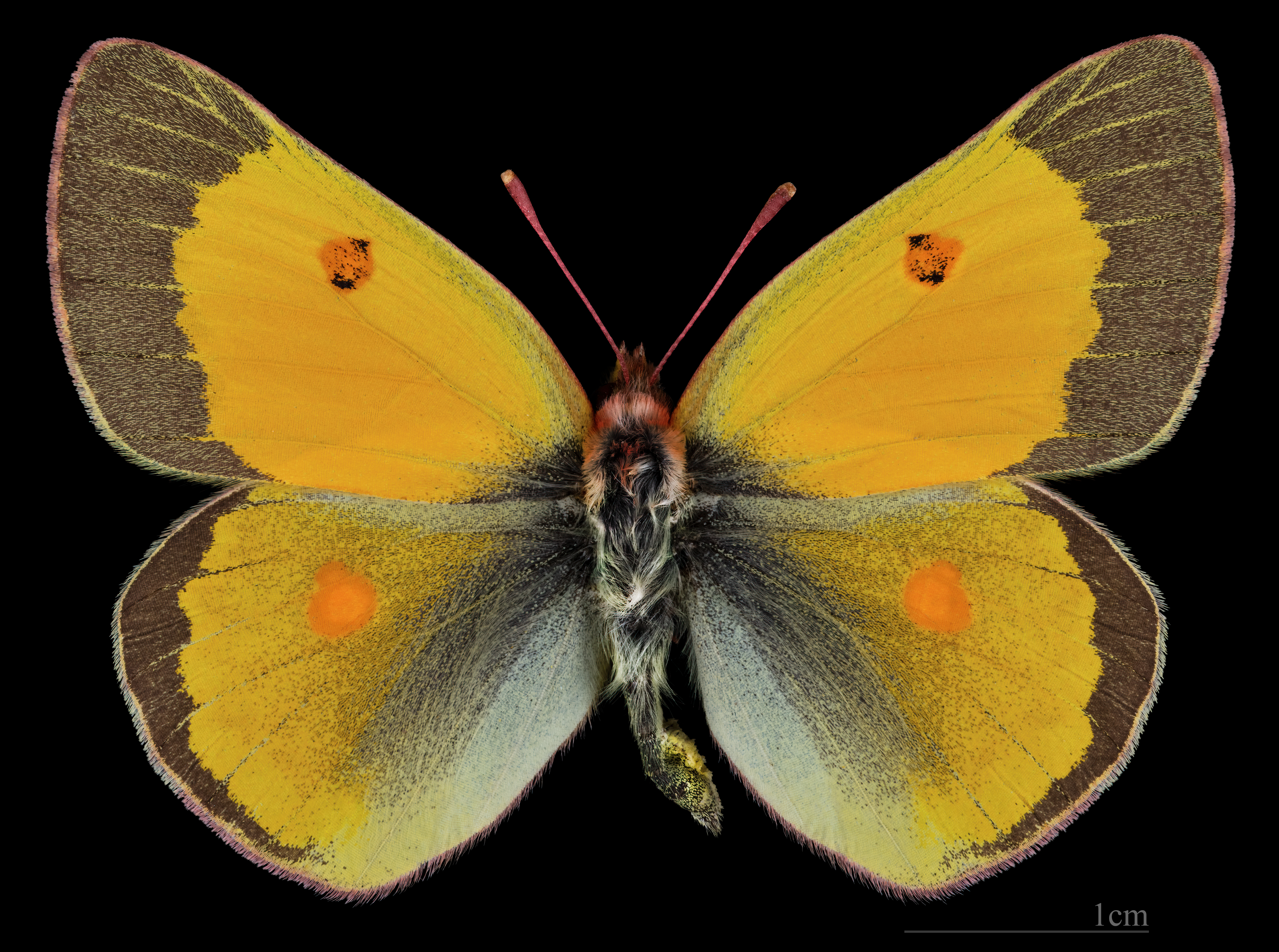
Colias chrysotheme ♂
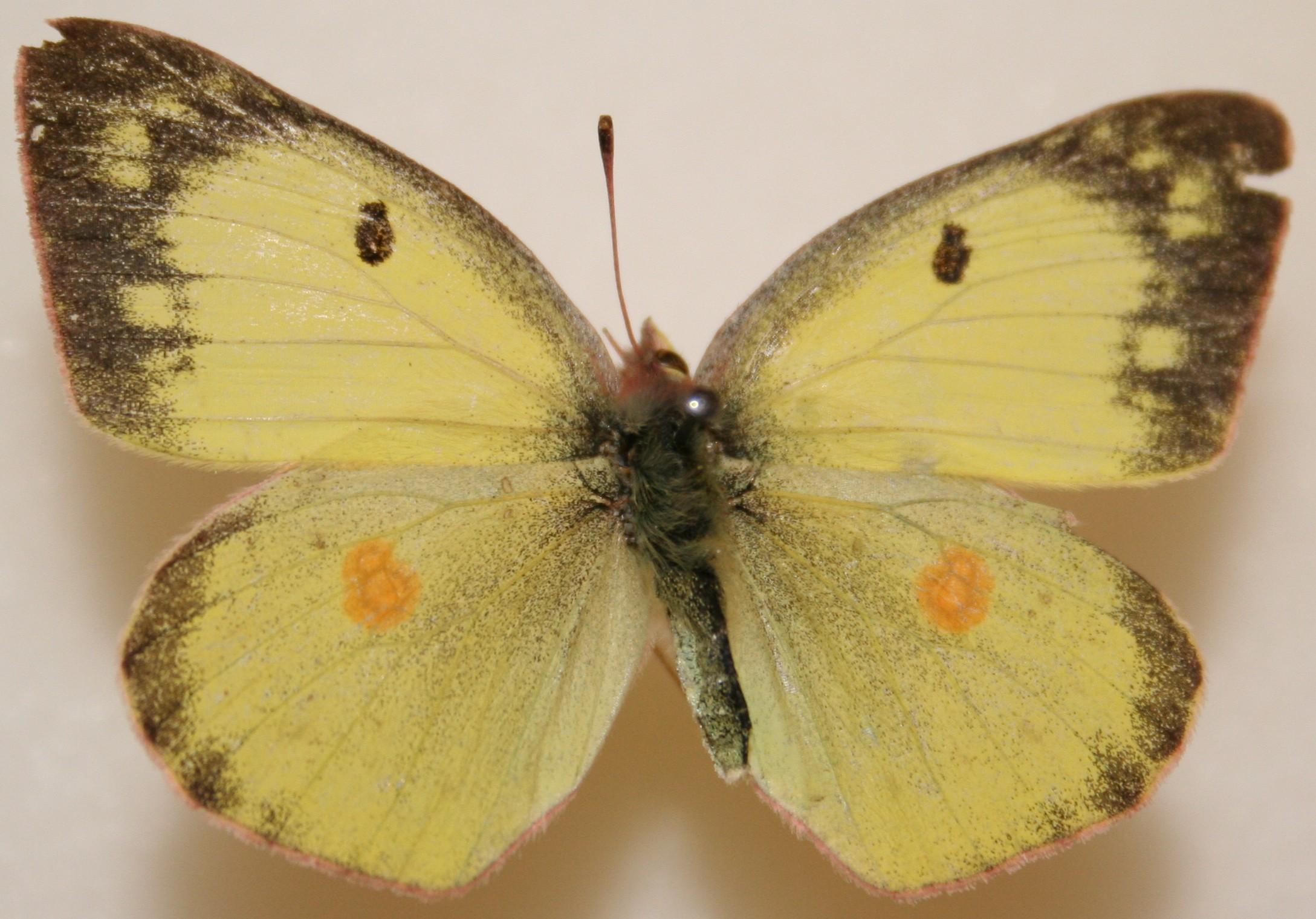
Colias philodice ♀
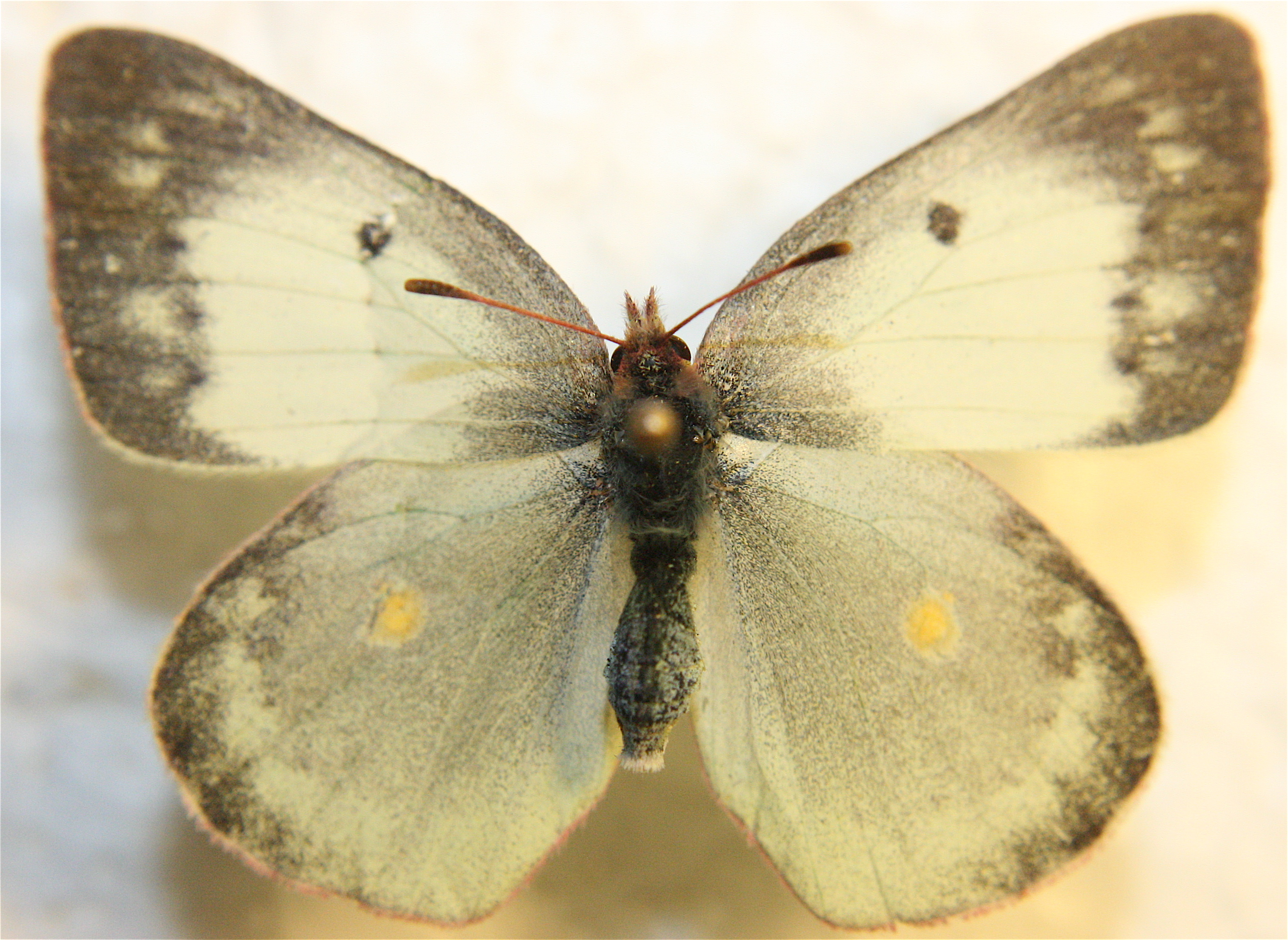
Colias philodice ♀ f.alba
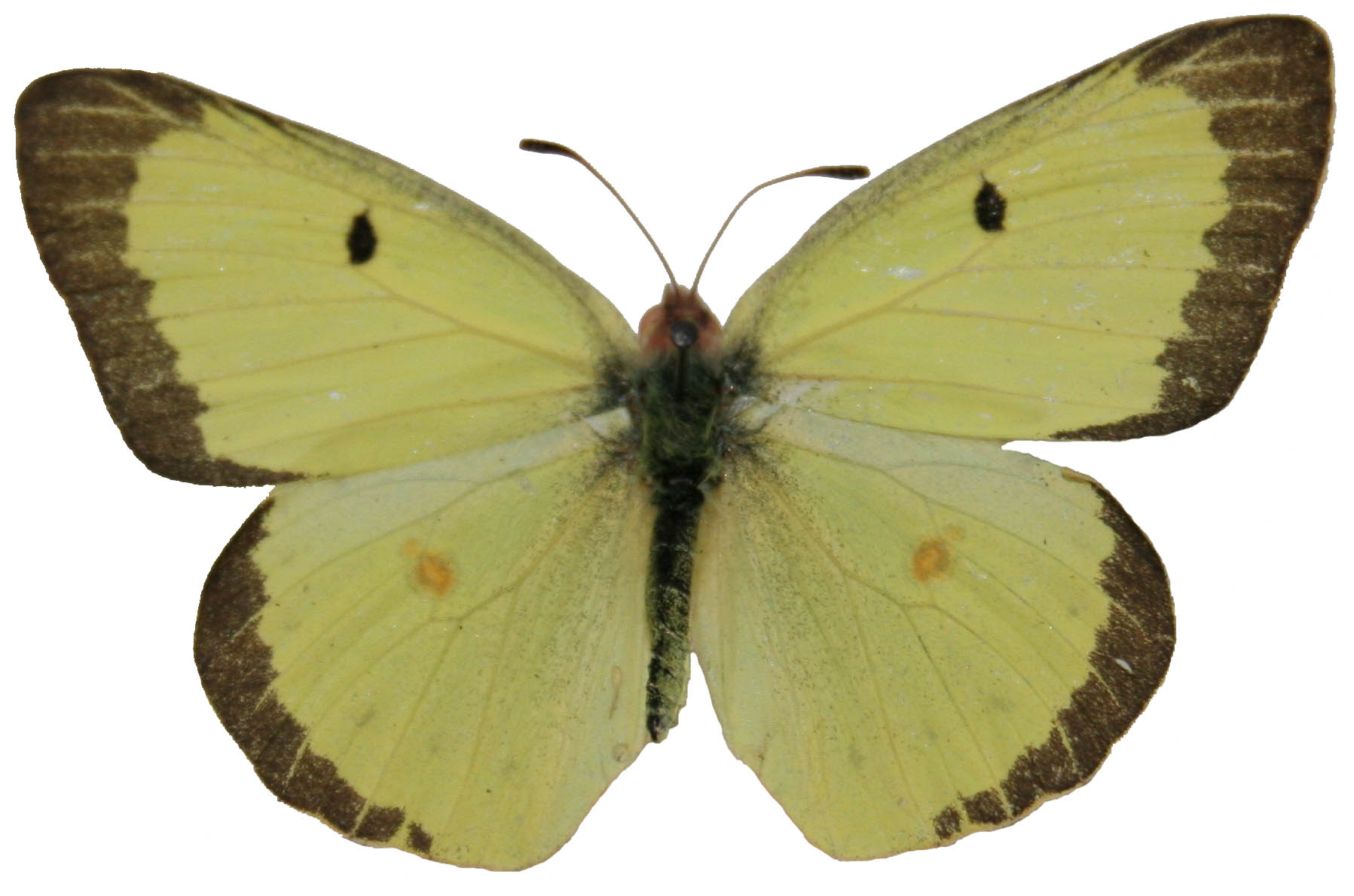
Colias philodice, ♂
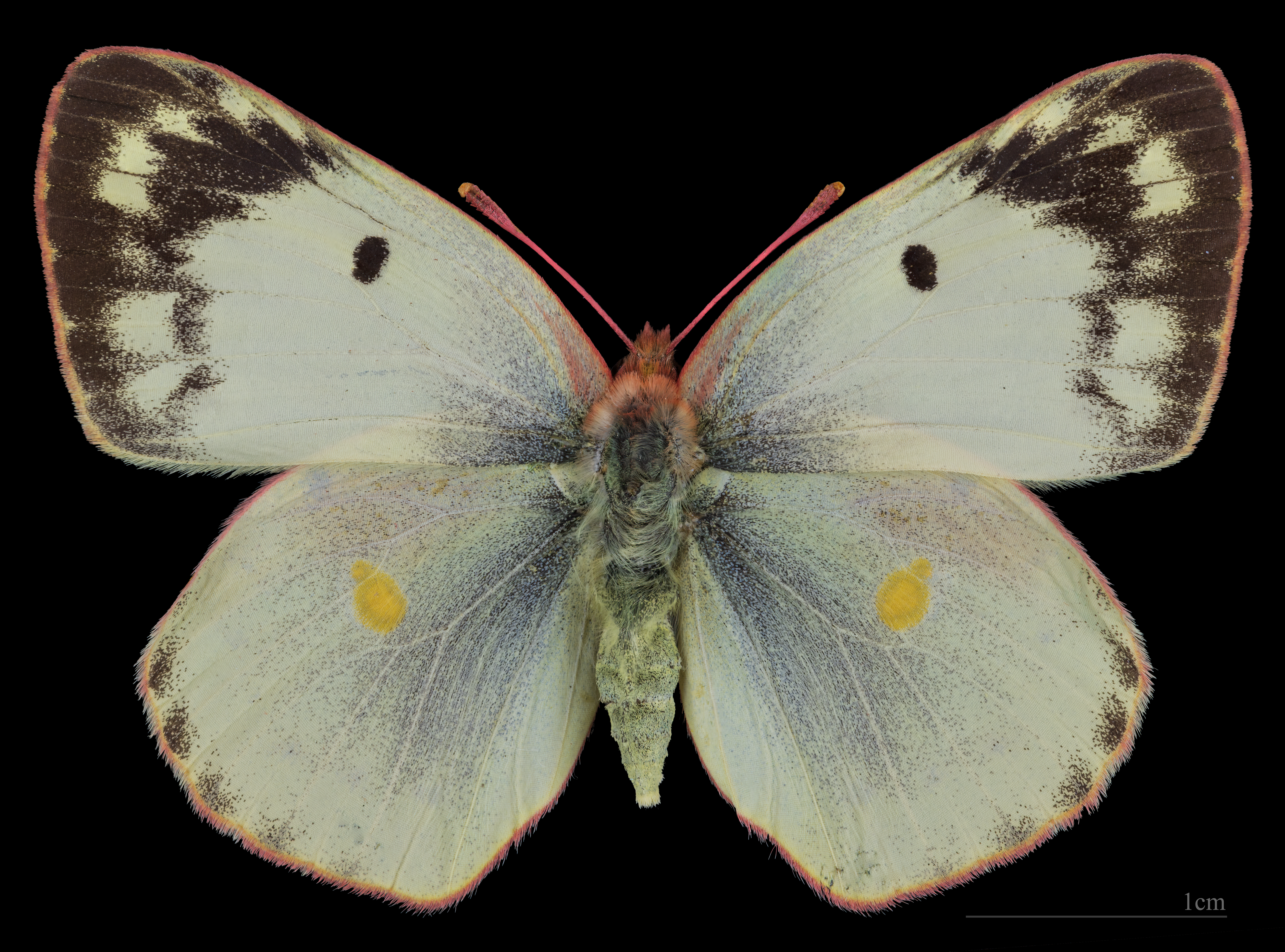
Colias alfacariensis, ♀
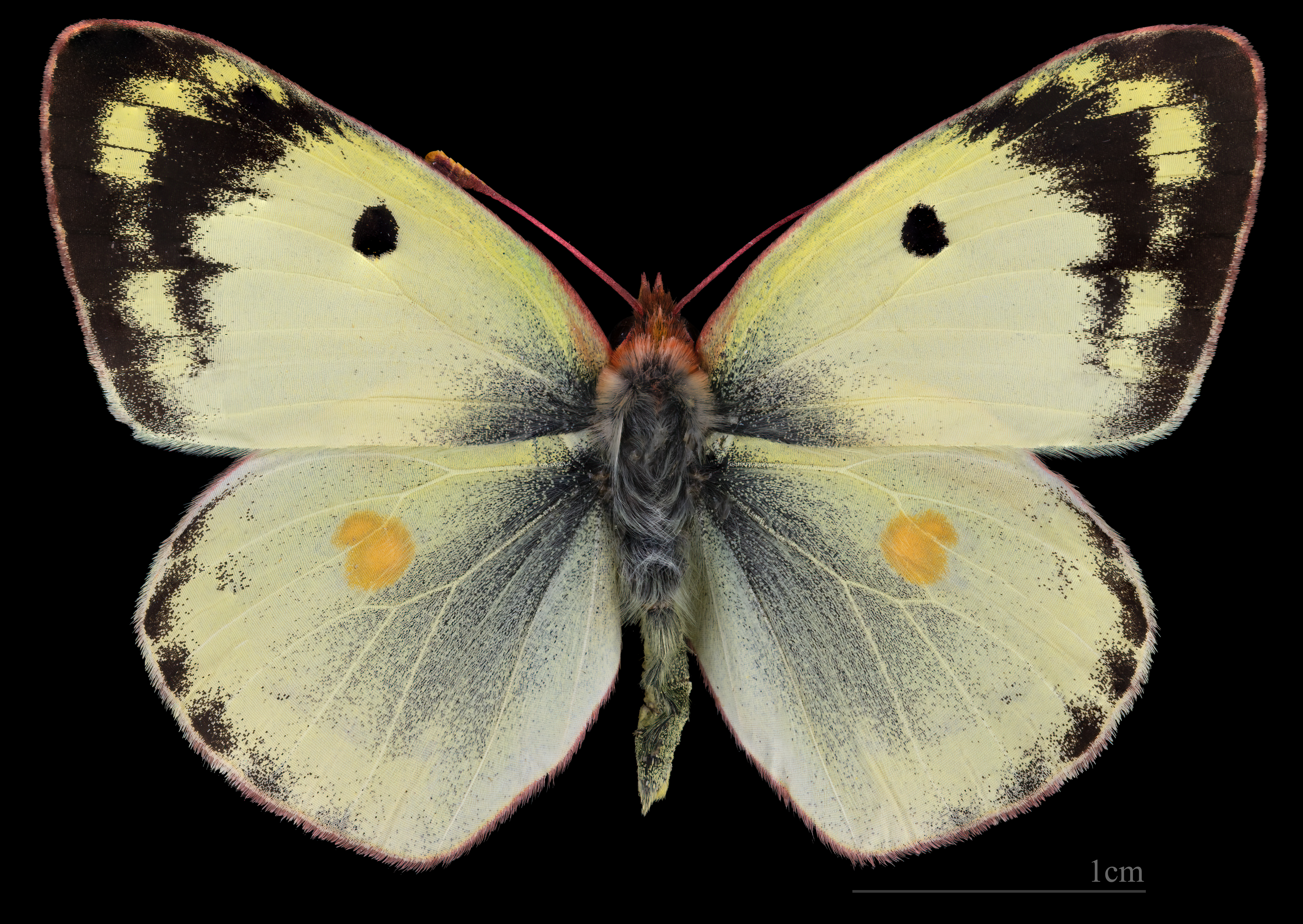
Colias hyale, ♂
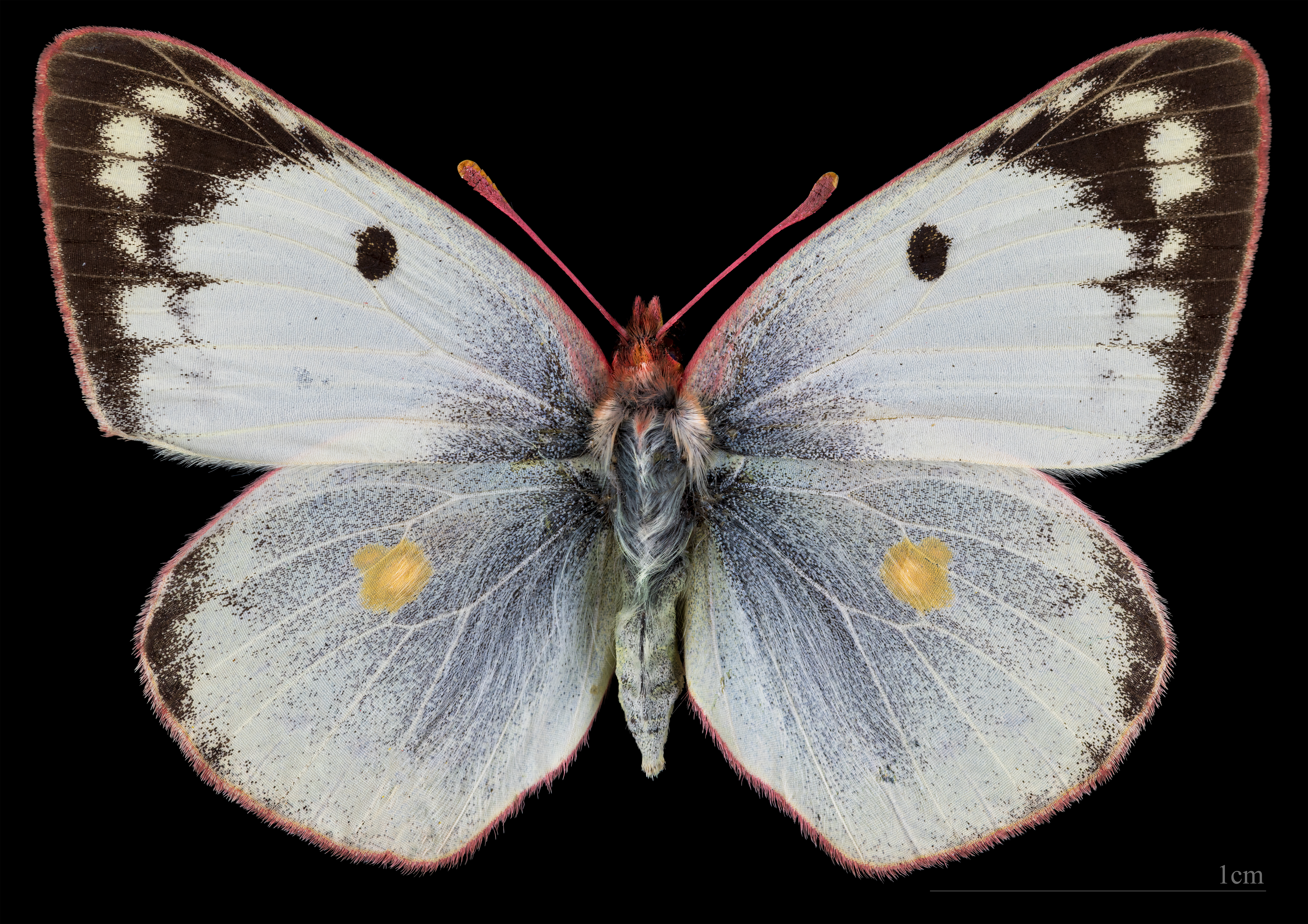
Colias hyale, ♀
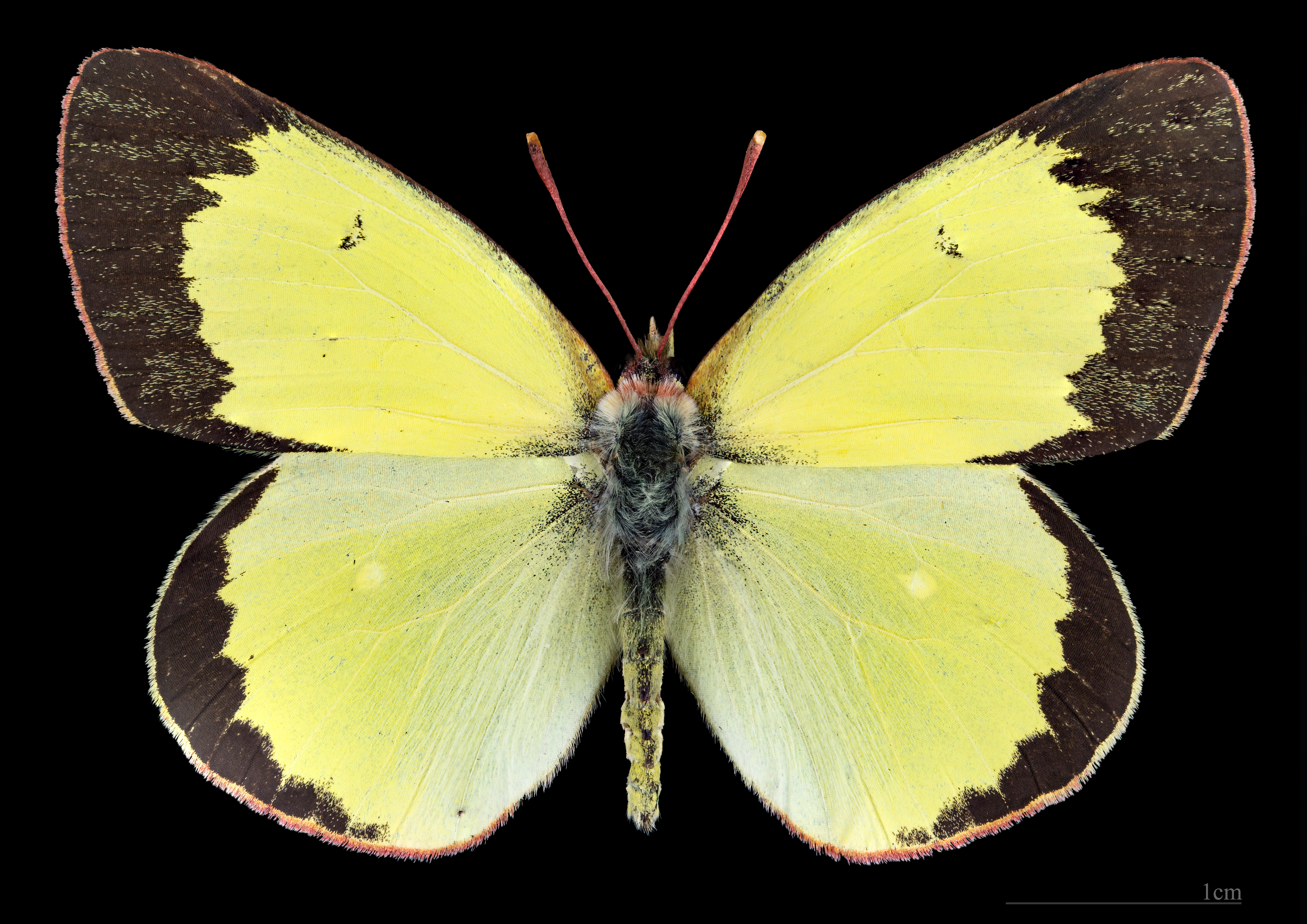
Colias palaeno, ♂
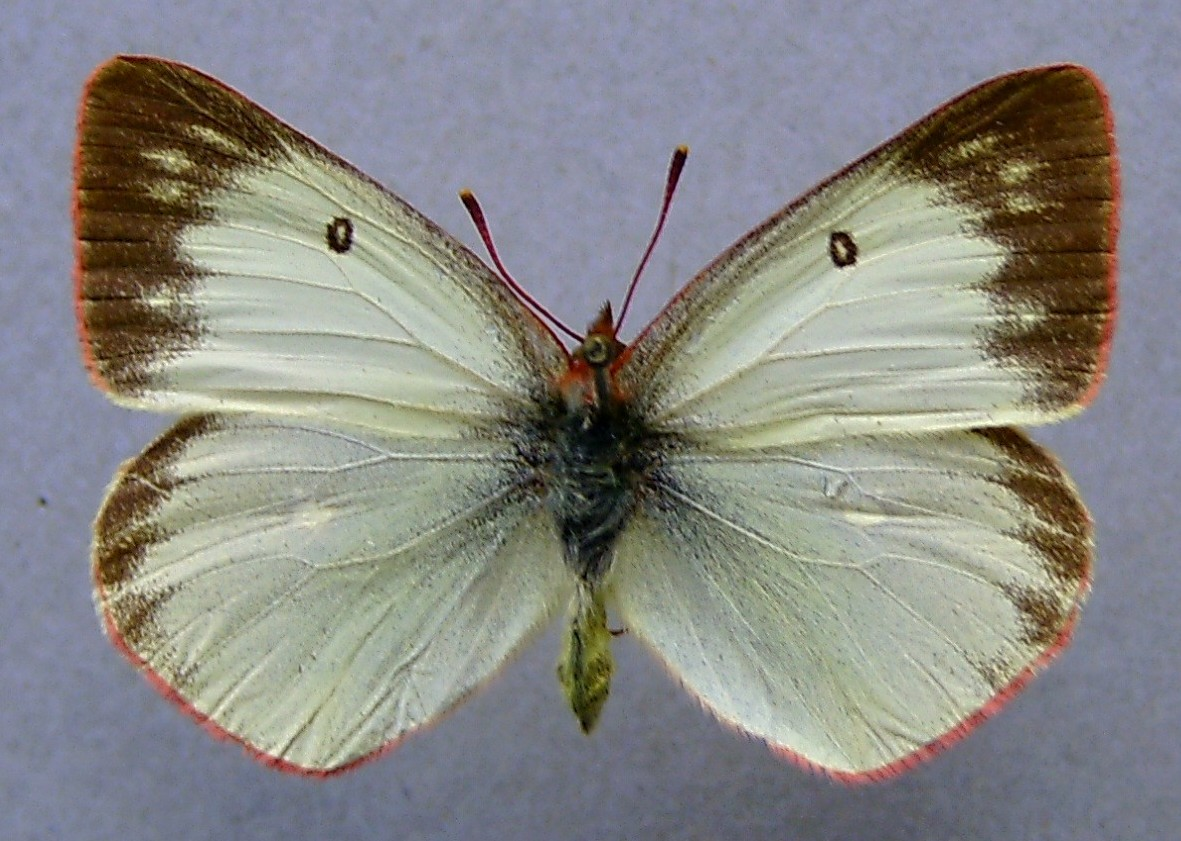
Colias palaeno, ♀
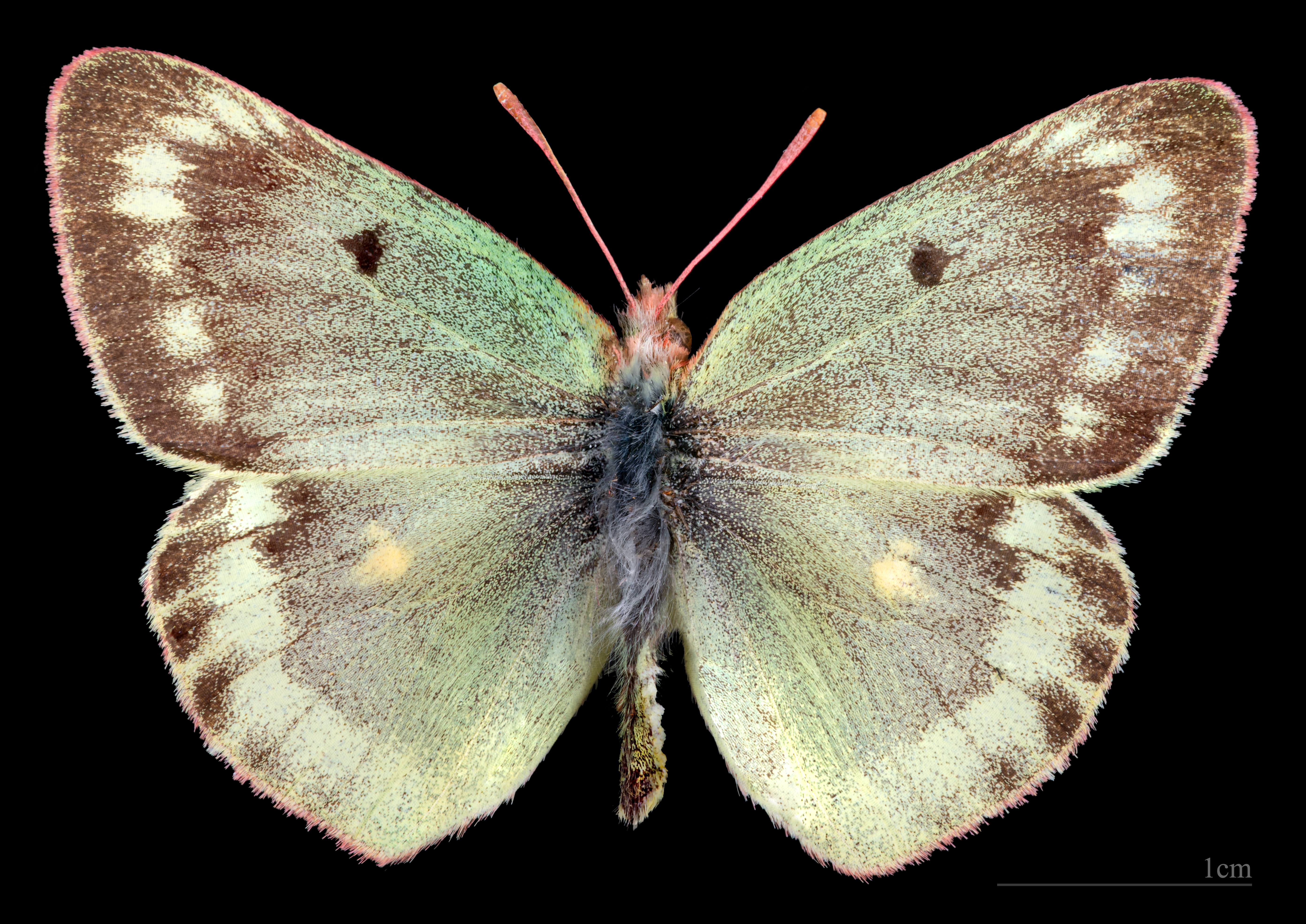
Colias phicomone, ♂
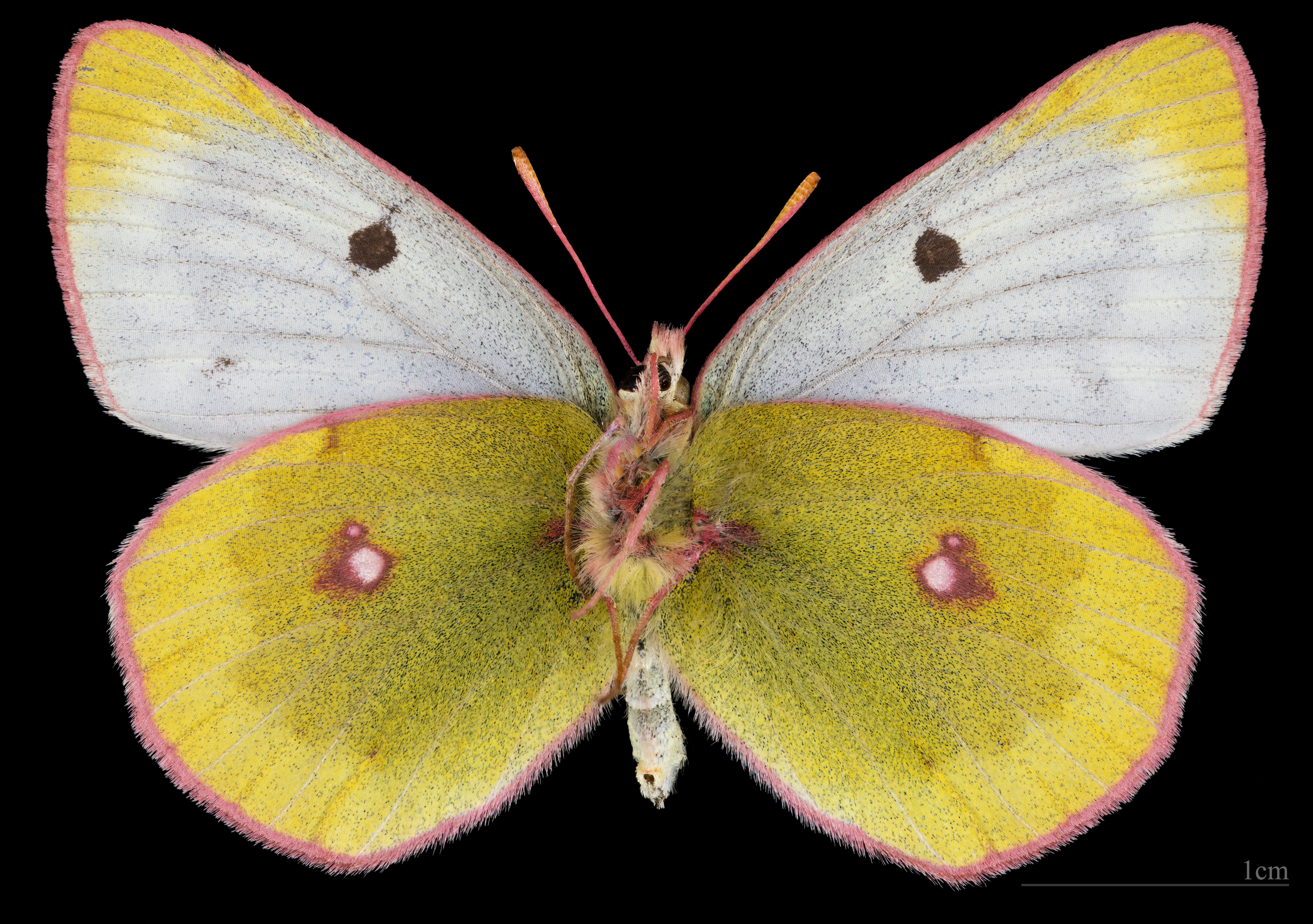
Colias phicomone, ♀